# Libro de Horas de Carlos VIII
El Libro de Horas de Carlos VIII es un manuscrito iluminado conteniendo un libro de horas para el rey Carlos VIII de Francia. Sus miniaturas se atribuyen al copista conocido como Maestro de Jacques de Besançon. Se conserva en la Biblioteca Nacional de España.

## Historia

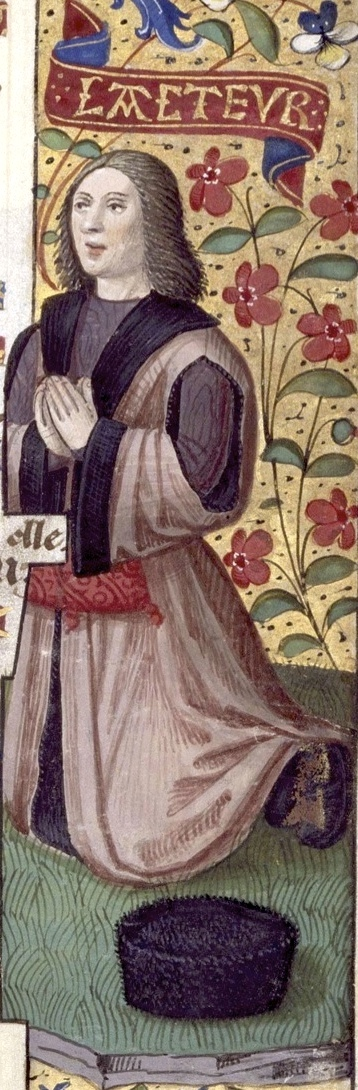
Antoine Verard, fol. 112 rublos.

La obra fue realizada entre 1494 y 1496, para el rey Carlos VIII  de Francia en el taller parisino de Antoine Vérard siendo el iluminador el Maestro de Jacques de Besançon.
El retrato de Antoine Vérard, subtitulado "LACTEVR (=EL ACTOR, es decir, el autor) se encuentra en el último folio (112 recto). En el verso están las marcas del impresor.
Luis XIII habría regalado el manuscrito a un español, bien embajador de Francia o bien un confesor de la reina Ana de Austria. El libro habría pasado más tarde a uno de los condes de Peñaranda y de ellos a un marqués de Mejorada antes de incorporarse, en 1708, a las colecciones de la Biblioteca Nacional de España.

## Descripción
El texto en latín (y a veces en francés) está dibujado en escritura gótica. Incluye 112 folios en pergamino numerados con tinta negra en el recto (arriba a la derecha). Contiene:
- el calendario (folios 1 al frente a 6 atrás) ;
- las Perícopas de los Evangelios (folios 7 recto a 10 verso);
- varias oraciones, incluidas las inevitables Obsecro te (folios 11 recto al 13 recto) y O intemerata (folios 14 recto al 15 recto);
- las Horas de la Virgen (folios 29 verso a 56 recto);
- los Salmos de la Penitencia (folios 56 verso a 66 verso);
- las Horas de la Cruz (folios 67 recto a 71 verso);
- las Horas del Espíritu Santo (folios 72 recto a 75 verso);
- Oficio de Difuntos (folios 76 recto a 101 verso);
- una oración a la Trinidad (folio 102 anverso);
- los Sufragios de los Santos (folios 103 recto a 109 verso).

Incluye muchas ilustraciones:
- 12 pequeñas miniaturas, al pie de página, que ilustran el calendario (folios del 1r al 6v);
- 17 miniaturas de página completa:
  - fol. 11r - La infancia de Jesús;
  - fol. 13v-14r - el rey en oración (el rostro de Luis XII fue pintado, quizás más tarde, encima del de Carlos VIII) frente al Descendimiento de la cruz;
  - fol. 15v-16r - Jesús y María frente a frente;
  - fol. 29v - La Anunciación y la Visitación;
  - fol. 36r - La Natividad;
  - fol. 39v - Anuncio a los pastores;
  - fol. 42v - La Natividad;
  - fol. 45v - La presentación en el Templo;
  - fol. 48v - La huida a Egipto;
  - fol. 53v - La coronación de la Virgen;
  - fol. 56v - David enviando a Uri a la muerte y luego arrepintiéndose:
  - fol. 67r - la Crucifixión;
  - fol. 72r - Pentecostés;
  - fol. 76r - Los tres muertos y los tres vivos;
  - fol. 110v - El triunfo de la vida;
  - fol. 111r - El triunfo de la muerte;
  - fol. 111v - La Crucifixión;
- 13 miniaturas a mitad de página:
  - fol. 7r - San Juan Evangelista;
  - fol. 8r - San Lucas;
  - fol. 9r - San Mateo;
  - fol. 10r - San Marcos;
  - fol. 102r - la Trinidad;
  - fol. 103r - San Juan Bautista;
  - fol. 104r - San Pedro y San Pablo;
  - fol. 105r - San Sebastián;
  - fol. 106r - San Cristóbal;
  - fol. 107r - San Nicolás;
  - fol. 108r - Santa Catalina;
  - fol. 109r - Santa Bárbara;
  - fol. 112v - emblemas de Antoine Vérard.

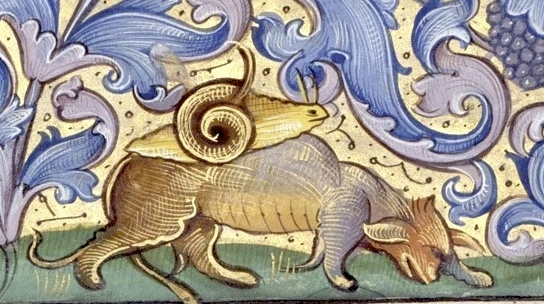
Pie de página, fol. 106 rublos.

Las miniaturas a página completa están enmarcadas por elementos arquitectónicos macizos (pilastras, más raramente columnas adosadas) pintados en oro, rematados por un friso con motivo de florones. Cada marco vertical alberga dos nichos superpuestos, coronados de entrelazados finamente elaborados, en los que se albergan, en grisalla dorada sobre fondo marrón, personajes que ilustran o, incluso, completan la escena central. Por ejemplo, en el Anuncio a los pastores (fol. 39 v), cuatro campesinos amenizan las pilastras: dos mujeres portan útiles (un tipo de pala con mango largo y una rueca), un hombre sostiene una cornamusa y otro muestra un gesto de sorpresa. Todos levantan la vista hacia el cielo, hacia los tres ángeles que, en el superior de la composición principal, cantan el nacimiento de Cristo.
Las miniaturas en honor a los santos principales ocupan media página. Las dedicadas a los demás santos, de menor tamaño, están en viñetas situadas en el centro de la página:
- San Juan Evangelista - folio 103 verso;

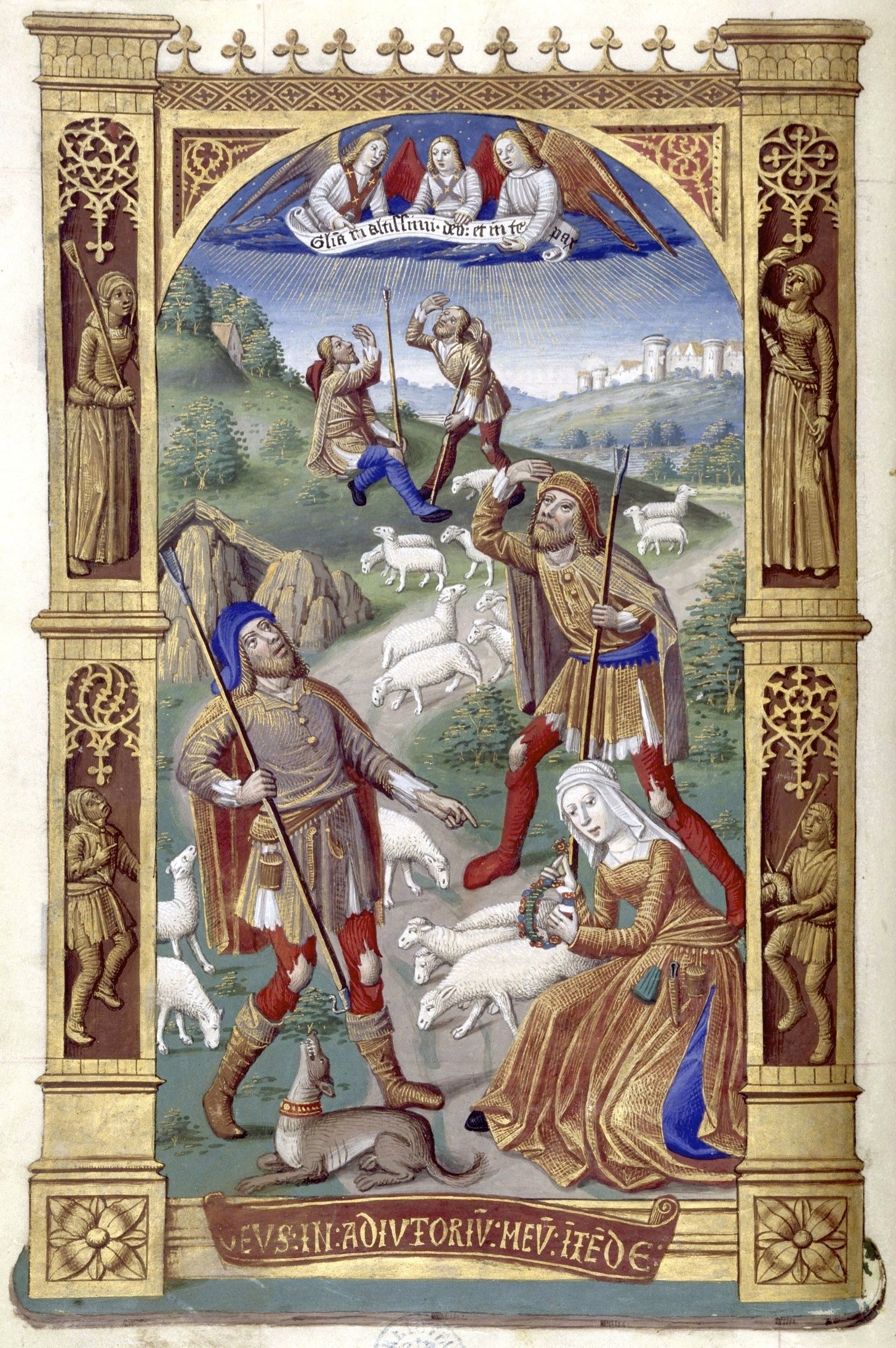
Anuncio a los Pastores, fol. 39v.

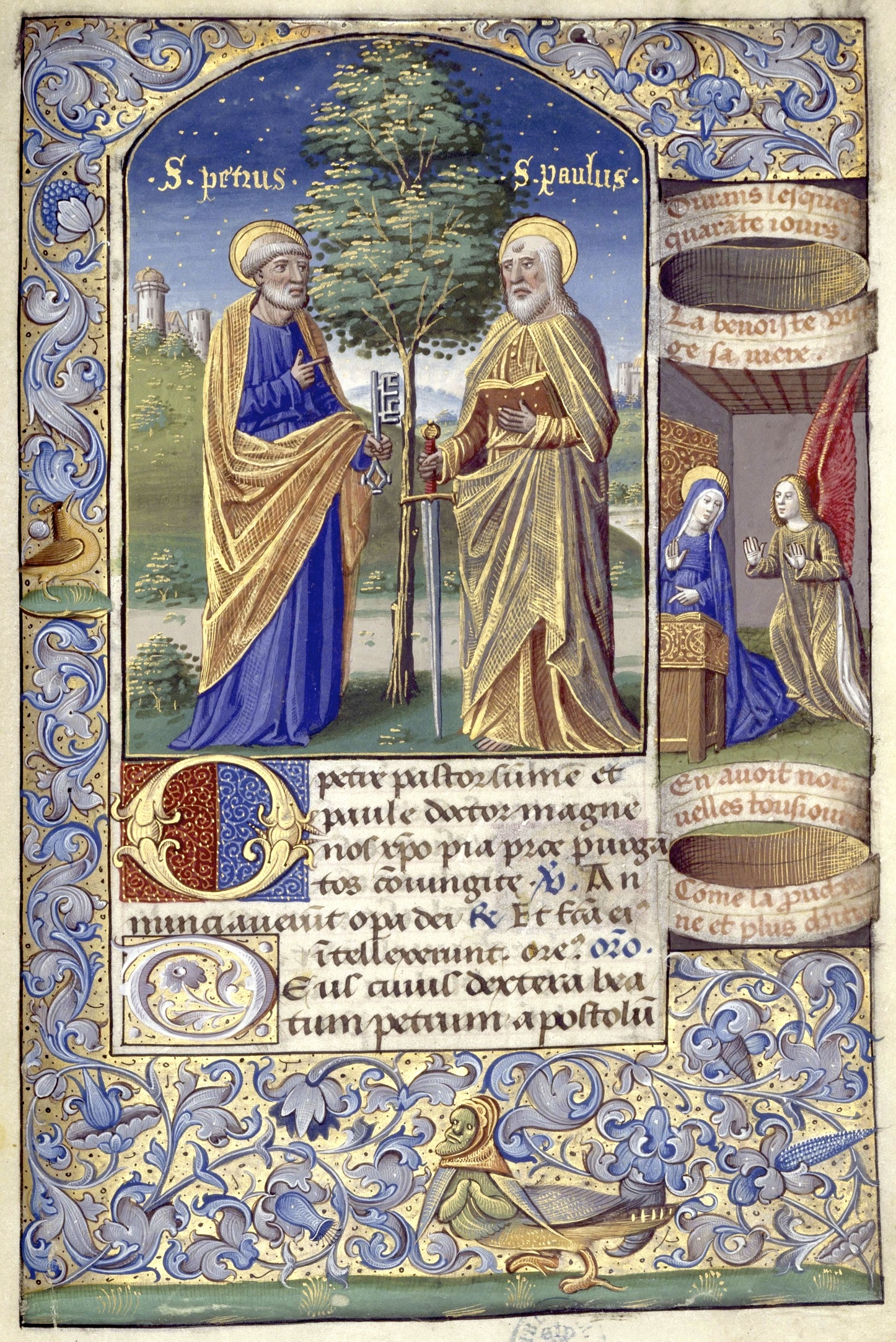
San Pedro y San Pablo, fol. 104 rublos.

- San Andrés - folio 104 verso;
- San Esteban - folio 105 verso;
- Saint Laurent - folio 106 verso;
- San Antonio - folio 107 verso;
- Santa Ana - folio 108 verso.

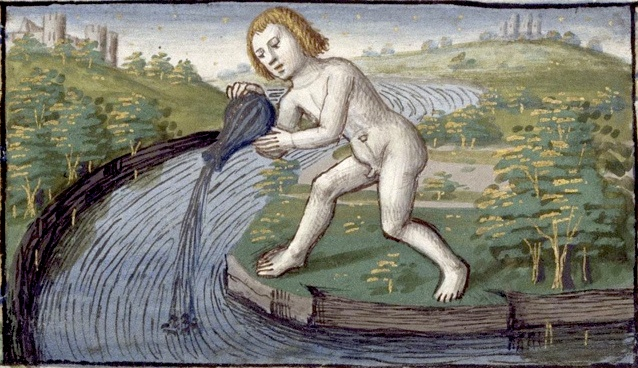
Calendario. Enero, Acuario, fol 1 r.

Casi todos los márgenes están pintados. Se han contabilizado más de 200 borduras de gran riqueza donde se exponen, sobre un fondo dorado, volutas, flores, frutas (con frecuencia, fresas), multitud de pájaros, mariposas, libélulas, caracoles y, en la parte inferior, criaturas híbridas. En los márgenes, se presentan 190 pequeñas miniaturas de la anchura del borde, ocupan aproximadamente la mitad de la altura. Ilustran escenas o episodios bíblicos de la vida de la Virgen, sin relación al texto contenido. Están rodeadas por dos filacterias, una arriba y otra abajo, que contienen una cuarteta en francés, extraída de la Biblia. Los textos del calendario se refieren al mes del año. Así, para enero:

Je me faiz. ja(n)vier appeler

Le plus froit de toute l(')an(n)ée

Mais si me puis je b(ie)n venter

Que ma saiso(n) est approuvée

## Otros libros de horas de Carlos VIII
Hay varios otros manuscritos que pertenecieron a Carlos VIII.
Un libro de horas para el uso de París, también supuestamente de Carlos VIII, presenta 16 pinturas ejecutadas por el taller de Jean Bourdichon. Mucho más modesto que su homónimo, se conserva en la Biblioteca Nacional de Francia.
En 1492, Robert du Herlin, secretario de los reyes de Francia, ofreció a la ciudad de Tours un libro de oraciones conteniendo únicamente las horas de la Cruz y que se conserva actualmente en la Biblioteca Nacional de Francia.
Un  suntuoso manuscrito llamado La Flora iluminado entre otros por Simon Marmion se conserva en Nápoles.
Dos folios de un antiguo Libro de Horas, iluminado hacia 1495 por Jean Poyer, fueron añadidas a una obra similar hacia 1510. Se conservan en la Biblioteca Pierpont Morgan de Nueva York.
Finalmente, un libro de horas aparentemente destinado a Carlos VIII salió a la venta en la casa de subastas Sotheby's el 21 de junio de 1988 (lote 113). Está en una colección privada.